# Бундя, Зено
Зено Мариус Бундя (рум. Zeno Marius Bundea; 4 октября 1977, Орадя, Румыния) — румынский футболист, полузащитник.

## Карьера
Дебютировал в 1993 году в молодёжном составе клуба «Бихор» Орадя.
В январе 1996 года перешёл в бухарестский «Рапид». Со столичной командой добился своих лучших достижений, став чемпионом Румынии в сезоне 1998/99 и выиграв финал кубка Румынии в мае 1998 года. В 1999 году перешёл на правах аренды в немецкий клуб «Киккерс» Оффенбах. Вскоре вернулся на родину, где продолжил выступления за «Рапид» и клуб «Бакэу».
В июне 2001 года отправился в немецкий «Вальдхоф», откуда через год перешёл в российский «Зенит» Санкт-Петербург. С футболистом, перешедшим на правах свободного агента, был заключён контракт сроком на три года. По словам тренера «Зенита» Бориса Рапопорта, Бундю и ещё одного румына, защитника Даниэл Кирицэ, привёз один и тот же агент: у команды были колоссальные проблемы с составом, а румыны перешли в команду бесплатно. Однако, проведя всего две игры за основной состав, менее чем через полгода Бундя вернулся домой. На трансфер его выставили в декабре 2002 года, в канун представления нового тренера клуба Властимила Петржелы.
В Румынии Бундя выступал за «Университатю Крайову 1948» и привлекался к играм за национальную сборную. В конце 2006 года он отправился в Израиль, где выступал за «Маккаби (Нетания)». По возвращении в Румынию продолжил карьеру в «Университате Клуж» и в клубах второй лиги — в «Бихоре», «АКУ Арад» и «Лучафэрул Орадя», в котором был капитаном и где завершил карьеру.